# Haucourt-Moulaine
Haucourt-Moulaine är en kommun i departementet Meurthe-et-Moselle i regionen Grand Est (tidigare regionen Lorraine) i nordöstra Frankrike. Kommunen ligger i kantonen Herserange som tillhör arrondissementet Briey. År 2022 hade Haucourt-Moulaine 3 483 invånare.

## Befolkningsutveckling
Antalet invånare i kommunen Haucourt-Moulaine
| Referens: INSEE |